# 福岡政行
福岡 政行（ふくおか まさゆき、1945年9月9日 - ）は、日本の政治学者、リポーター、コメンテーター。白鷗大学名誉教授、東北福祉大学特任教授。ボランティア活動ベース・「アシスト（ジャパン）の会」事務局長。専門は政治学（主に地方自治論、現代日本政治論、福祉国家論）。

## 人物
東京都葛飾区出身。東京都立葛飾野高等学校、早稲田大学政治経済学部卒業。早稲田大学大学院政治学研究科博士課程単位取得。駒澤大学法学部専任講師・助教授を経て、1992年より白鷗大学法学部教授、2002年より立命館大学客員教授、2003年より東北福祉大学客員教授。白鷗大学名誉教授、東北福祉大学特任教授。ほかに岐阜聖徳学園大学、ノースアジア大学他複数の客員教授を兼任。
大学時代、アナウンス研究会に在籍（逸見政孝、松倉悦郎、原國雄、板倉俊彦と同期）していた。
「ザ・ワイド」などのワイドショー番組で、現役大学教授ながら芸能レポーターを務め、インタビューやロケなどを行っていた。また東京ヤクルトスワローズのファンで、2009年夏まで白鷗大学硬式野球部の部長を務めていた（後任は同じくヤクルトファンの山本コウタローこと山本厚太郎）。2001年秋には日刊スポーツで競馬予想のコラムを行うなど競馬好きとしても知られる。
1990年代後半の政治改革議論においては、小選挙区制導入の急先鋒だった。小沢一郎代表の辞任に伴い、2009年5月16日に行われた民主党代表選の討論会で進行役を務めた。
2008年からヤクルト本社の社外取締役に就任し、2022年まで務めた。

## 著書

### 単著
- 『現代の政治過程』（学陽書房, 1982年）
- 『日本の政治風土 - 新潟三区にみる日本政治の原型』（学陽書房, 1985年）
- 『時代の潮目をよむ』（日本経済新聞社, 1986年）
- 『現代日本の政党政治 - 保守支配と連合』（東洋経済新報社, 1986年）
- 『現代政治分析理論』（早稲田大学出版部, 1987年）
- 『島根ふるさと論と大分一村一品 - 四全総と新しい地方自治』（ぎょうせい, 1987年）
- 『手にとるように政治のことがわかる本 - 図解でわかる選挙・国会・政党のA to Z』（かんき出版, 1992年）
- 『細川内閣と政界再編'94 - ここが変わる日本型民主主義』（第三書館, 1993年）
- 『日本の愚かな構図 - 「恥」を忘れた日本人』（講談社, 1998年）
- 『日本の選挙』（早稲田大学出版部, 2000年）
- 『10年後ニッポン - あなたは残れない』（講談社, 2001年）
- 『ニッポンの総理大臣紳士録 - 伊藤博文から小泉純一郎まで、56人の首相の功罪とエピソード』（主婦と生活社, 2001年）
- 『日本をダメにした政治のカラクリ - 自民党でも民主党でも日本は滅亡する・2004年政界大再編でこうなる！』（ベストセラーズ, 2003年）
- 『まちづくりのサバイバル術 - 商店街の明日はどうなる？』（学陽書房, 2004年）
- 『いま日本にある危機』（東峰書房, 2006年）
- 『用語でわかる!政治かんたん解説 - 上巻(国会のしくみ・国会議員と政党・内閣と省庁・選挙)』（フレーベル館, 2007年12月）
- 『用語でわかる!政治かんたん解説 - 下巻(地方政治・国際政治・現代の政治問題・日本の政策)』（フレーベル館, 2008年2月）
- 『政権選択』（角川出版, 2008年12月）
- 『28の用語でわかる!選挙なるほど解説 - 選挙のしくみ・選挙運動のしくみ・投票のしくみ・これからの選挙』（フレーベル館, 2009年）
- 『公務員ムダ論 - 不況時代の公務員のあり方』(角川書店〈角川oneテーマ21新書〉, 2010年1月）
- 『財務省解体論』(角川書店, 2011年12月）
- 『大阪維新で日本は変わる！？』(ベスト新書, 2012年5月）

### 共著
- （大谷博愛・谷藤悦史）『政治の体系・文化・社会化』（芦書房, 1985年）
- （清水聖義（群馬県太田市長）・神田孝次・北川正恭・逢坂誠二・福田富一）『自治体再生へ舵をとれ』（学陽書房, 2002年）
- （加藤仁・清家篤・高山憲之・樋口恵子・立松和平・弘兼憲史）『超「団塊」 - 2007年問題に立ち向かう!』（宝島社, 2005年12月）

### 編著
- 『できることからボランティア――若者の新世紀ルネッサンス』（郁朋社, 1996年）

### 共編著
- （青木一能）『世界の政治システム――比較政治分析からの接近』（芦書房, 1988年）
- （内田健三・金指正雄）『税制改革をめぐる政治力学――自民優位下の政治過程』（中央公論社 1988年）
- （筑紫哲也）『これからの日本をどうする』（日本経済新聞社, 1998年）
- （筑紫哲也）『ここから日本はよみがえる――情報公開NPOまちづくり』（日本経済新聞社, 2000年）
- （筑紫哲也）『「志」の開拓者たちよ！――「民」が起こす日本革命』（日本経済新聞社, 2001年）
- （鈴木崇弘）『シチズン・リテラシー　－社会をよりよくするために私たちにできること』（教育出版,2005年）

### 訳書
- G・K・ロバーツ『比較政治学』（早稲田大学出版部, 1974年）

## 出演番組
- 「ニュースステーション」（テレビ朝日系）
- 「ビートたけしのTVタックル」 不定期出演 月曜（テレビ朝日系）
- 「サラリーマンニュースショー 朝のファンファーレ」水曜（TBSラジオ）
- 「ワールドホットライン」（文化放送）